# Strategic business unit
La Strategic business unit è un'unità strategica che raggruppa una serie ben definita di prodotti e servizi venduti ad un gruppo uniforme di clienti e che compete con un gruppo di concorrenti specifici. All'interno delle singole SBU vengono definite le strategie di prodotto e del mercato.